# Michael Zager
Michael James Zager (Passaic, 3 januari 1943) is een Amerikaanse muzikant, producent en componist.

## Carrière
Michael Zager formeerde in 1968 samen met Genya Ravan en Aram Schefrin de band Ten Wheel Drive, die tot 1974 bestond en vier albums uitbracht. Zager was bij alle werken betrokken als arrangeur, componist en multi-instrumentalist. Na de ontbinding van de band begon hij muziek te schrijven voor ongeveer 400 tv- en radioreclames. Bovendien componeerde hij filmmuziek voor bioscoopfilms en tv-formats.
Met de single Do It With Feeling begon Zager zijn carrière in het disco-genre. Vooreerst noemde hij het studio-project Michael Zager's Moon Band, maar later kortte hij de naam in naar The Michael Zager Band. Do It With Feeling werd onverwachts een groot succes in de Amerikaanse discohitlijst (#3). Als leadzanger fungeerde de nog weinig bekende Peabo Bryson. De grootste hit Let's All Chant van The Michael Zager Band verscheen eind 1977 en er werden wereldwijd meer dan vijf miljoen exemplaren van verkocht. De song plaatste zich in de Britse (#8), de Duitse (#14) en de Zwitserse hitlijsten (#4). De opvallende uitroep 'Ouh, Ouh' tijdens het refrein zou later door vele andere muziekprojecten worden toegepast. Tot de meest succesvolle coverversies telt My Party van de Duitse dance-artieste Djane Housekat en de Britse rapper Rameez, die in 2012 de toppositie haalde van de iTunes-download-hitlijst.
Zager zelf kon het succes van Let's All Chant niet evenaren, waardoor hij als eendagsvlieg in de boeken wordt vermeld. Desondanks plaatste hij zich ook later in de discohitlijst. De lp Life's a Party (1978) bevat een van de eerste zang-opnamen van de latere wereldster Whitney Houston. Het laatste album Zager (1980) van de band bevat onder andere een cover van de hit Rasputin van Boney M. Bovendien zongen Deniece Williams en Luther Vandross op dit werk.
Zager produceerde diverse andere disco-artiesten tijdens deze periode, ook als componist en arrangeur was hij vakkundig. Zo werkte hij onder andere samen met de beide pornosterren Andrea True en Marilyn Chambers, maar ook met soul-grootheden als Cissy Houston en The Spinners. Bovendien was hij verantwoordelijk voor het studio-project Love Childs Afro Cuban Blues Band (SpanDisco), later ingekort tot Afro Cuban Band (Rhythm of Life).
Na het einde van de discogolf werkte Zager verder als producent voor onder andere Johnny 'Guitar' Watson. Samen met de componist Harry Manfredini bracht hij bovendien in 1982 onder de projectnaam Hot Ice de single Theme from Friday the 13th, Part 3 uit voor de horrorfilm Friday the 13th Part 3: 3D.
Zager geeft sinds een paar jaar les aan de Florida Atlantic University in Boca Raton in muziekproductie en het componeren van film- en reclamemuziek. Ook als muzikant en producent is hij af en toe werkzaam. In 2000 nam hij met de soulzangeres Jennifer Holliday een nieuwe versie op van het oude disconummer Think It Over van Cissy Houston, dat Zager vroeger gecomponeerd en geproduceerd had. Het nummer haalde de eerste plaats van de Billboard Dancehitlijst. Bovendien bracht zijn band Moving Images het smooth jazz-album South Beach Wind (2004) uit.

## Discografie

### Singles
| Single met eventuele hitnotering(en) in de Nederlandse Top 40 | Datum van verschijnen | Datum van binnenkomst | Hoogste positie | Aantal weken | Opmerkingen                                |
| ------------------------------------------------------------- | --------------------- | --------------------- | --------------- | ------------ | ------------------------------------------ |
| Do It with Feeling                                            | 1976                  |                       |                 |              | Michael Zager's Moon Band ft. Peabo Bryson |
| Let's All Chant                                               | 1978                  | 24-06-1978            | 4               | 13           |                                            |
| Let's All Chant                                               | 2002                  |                       |                 |              | DJ Valium ft. Michael Zager                |

### Albums
- 1973: Production Music (met Tom Manoff, Joanne Valentino en Jeffrey Kaufman)
- 1978: Let's All Chant (The Michael Zager Band)
- 1978: Life's a Party (The Michael Zager Band; Private Stock/EMI)
- 1980: Zager (The Michael Zager Band)
- 1983: Friday the 13th (soundtrack) (met Harry Manfredini)

### Compilaties
- 1997: Let's All Chant: The Michael Zager Dance Collection
- 2000: The Definitive Collection (The Michael Zager BandI)
- 2004: Let's All Chant - Dance Collection

### NPO Radio 2 Top 2000
Van Michael Zager stond alleen Let's all chant in 1999 in de NPO Radio 2 Top 2000, op plek 1869.
- Bibsys: 4015053
- Bibliothèque nationale de France: cb144594419 (data)
- International Standard Name Identifier: 0000 0000 3146 1839
- Library of Congress Control Number: n92093029
- MusicBrainz: dd1affe1-0e3b-4e92-9932-a549a32e8857
- Nederlandse Thesaurus van Auteursnamen: 323042554
- Système universitaire de documentation: 078618010
- Virtual International Authority File: 51912848
- WorldCat: E39PBJvxx4RthYVxyrhxVYfwmd